# Carta de Derechos Digitales
La Carta de Derechos Digitales española es un documento elaborado por el Ministerio de Asuntos Económicos y Transformación Digital de España con el objetivo de establecer un conjunto de derechos que protejan los intereses y las libertades de los ciudadanos en el ámbito digital, garantizando su privacidad y seguridad en internet, así como su derecho a la neutralidad de la red y a una educación digital adecuada. Fue aprobada por el Gobierno español el 14 de julio de 2021 y ha sido recibida con entusiasmo por parte de organizaciones de la sociedad civil, expertos en derechos digitales y ciudadanos.
Esta se inspira en la Carta de Derechos Fundamentales de la Unión Europea y en la Declaración Universal de Derechos Humanos de las Naciones Unidas. Además, se enmarca en el contexto de la estrategia digital de España y de la Unión Europea, que buscan fomentar la innovación y el desarrollo tecnológico, al mismo tiempo que garantizan la protección de los derechos de los ciudadanos.

## Precedentes
Con el exponencial aumento del uso de la tecnología en el día a día, surge una nueva necesidad de reconocer las dificultades de adaptar los derechos fundamentales al entorno digital. Bajo el marco del Plan de Recuperación, Transformación y Resiliencia del Gobierno de España de 2021, se decide elaborar un nuevo documento no normativo que cubra estas necesidades y asegure al usuario final los derechos que le corresponden al utilizar las herramientas digitales e Internet. Según la propia  web oficial, "La Carta de Derechos Digitales asegura que los derechos que ya tenemos en el mundo analógico también estén protegidos en la esfera digital. No se trata de descubrir nuevos derechos fundamentales sino de concretar los más relevantes en los espacios digitales o describir derechos instrumentales o auxiliares de los primeros".

## Proceso de elaboración
La Carta de Derechos Digitales fue desarrollada a través de un proceso participativo que involucró a diversos actores, como expertos en el campo de los derechos digitales, asociaciones de defensa de derechos, la ciudadanía, el sector privado y el sector público competente.
En particular, se destacan algunos hitos importantes, como la formación del Grupo Asesor de Expertos en derechos digitales y la realización de dos consultas públicas, que recibieron más de 250 aportaciones.

## Grupo Asesor de Expertos
El Grupo de Trabajo, compuesto por dieciocho expertos (nueve expertas y nueve expertos) en derechos digitales, fue establecido el 15 de junio de 2021. La reunión inaugural fue presidida por la Secretaría de Estado de Digitalización e Inteligencia Artificial, Carme Artigas, y contó con la presencia de la Vicepresidenta Primera, Nadia Calviño.
El Grupo Asesor de Expertos estuvo compuesto por dieciocho expertos:
Coordinador:
- Tomás de la Quadra-Salcedo, abogado, jurista, profesor universitario y político, Ministro de Justicia y presidente del Consejo de Estado

Ponentes:
- Borja Adsuara, abogado, consultor y profesor universitario
- Moisés Barrio, abogado, profesor universitario y letrado del Consejo de Estado
- Manuela Battaglini, abogada y consultora, experta en privacidad, protección de datos y ética digital
- Susana de la Sierra, abogada, jurista y profesora universitaria
- Ricard Martínez, abogado, jurista y profesor universitario

Expertos:
- José Luis Piñar, abogado, jurista y catedrático de Derecho administrativo, exdirector de la Agencia Española de Protección de Datos (AEPD)
- Paloma Llaneza, abogada, auditora de sistemas y consultora de ciberseguridad
- Rodolfo Tesone, abogado, consultor y profesor universitario
- Argelia Queralt, abogada, jurista y profesora universitaria
- Celia Fernández Aller, abogada, jurista y profesora universitaria
- Ofelia Tejerina, abogada, jurista y profesora universitaria
- Enrique Goñi, abogado y empresario, Instituto Hermes
- Javier Ruiz Díaz, consultor de políticas digitales, director de Open Rights Group
- Emilia Saiz, secretaria general de United Cities and Local Governments (UCLG)
- Miguel Pérez Subías, ingeniero, presidente de la Asociación de Usuarios de Internet
- Carissa Véliz, filósofa y profesora universitaria de ética y filosofía
- Simona Levi, artista, dramaturga y directora de teatro, cofundadora de Xnet

## Estructura y contenido de la Carta
La Carta se divide en 27 derechos, agrupados en 6 categorías:
1. Derechos de libertad (I - VII): protege y garantiza la libertad de expresión, privacidad y seguridad en el entorno digital. Reconoce el derecho de las personas a expresar sus ideas y opiniones sin censura, salvaguardando su privacidad y estableciendo medidas para prevenir el acoso en línea y otros comportamientos perjudiciales.
2. Derechos de igualdad (VIII - XII): busca garantizar la igualdad de oportunidades y trato en el entorno digital. Se enfoca en promover la inclusión digital, eliminar la brecha digital y garantizar el acceso equitativo a la tecnología y a los servicios digitales.
3. Derechos de participación y de conformación del espacio público (XIII - XVIII): promueve la participación ciudadana activa y la conformación de un espacio público digital inclusivo y respetuoso. Busca garantizar el acceso y la participación igualitaria de los ciudadanos en los procesos de toma de decisiones públicas a través de medios digitales, fomentando la transparencia y la colaboración.
4. Derechos del entorno laboral y empresarial (XIX - XX): garantiza los derechos de los trabajadores y establece responsabilidades para las empresas en el ámbito digital. Busca proteger la privacidad de los trabajadores, regular el teletrabajo y promover un entorno laboral digital saludable.
5. Derechos digitales en entornos específicos (XXI - XXVI): protege y garantiza los derechos en diversos entornos como el acceso a datos con fines de investigación, derechos ante la inteligencia artificial o la libertad de creación y acceso a la cultura en el entorno digital.
6. Garantías (XXVII- XXVIII): establece las medidas necesarias para asegurar la efectividad de los derechos digitales establecidos. Busca promover mecanismos de supervisión, cumplimiento y sanción, así como fortalecer las autoridades competentes en la protección de los derechos digitales.

## Desafíos, críticas e implementación
La implementación de la Carta plantea varios desafíos que deben abordarse para garantizar su efectividad y aplicabilidad a largo plazo. Aunque la Carta establece una serie de derechos digitales para los ciudadanos, su falta de carácter vinculante puede limitar su aplicación efectiva. Sin un marco legal sólido y obligatorio, existe el riesgo de que los derechos establecidos en la Carta no se respeten adecuadamente.
El 17 de mayo de 2023, la Carta fue galardonada con los XXVIII Premios Día de Internet 2023 junto con la aplicación Mi Carpeta Ciudadana. Según Carme Artigas, ambas "representan la cercanía y la vocación integradora de la tecnología y un futuro garantista con los derechos fundamentales"

## La recepción y el impacto en la sociedad y en el ámbito digital
La Carta ha aumentado la confianza de los ciudadanos en la tecnología digital. Ha proporcionado un marco sólido que fortalece las relaciones entre las personas y el mundo digital al garantizar derechos fundamentales como  la seguridad en internet, la privacidad y en parte a la neutralidad de la red. Esto ha desencadenado una participación más activa y segura en el mundo digital. Además,  ha tenido un papel importante en promover la inclusión digital y las oportunidades iguales. Ha trabajado para crear una sociedad digital más justa y accesible para todos al abordar la brecha digital y garantizar que todos tengan acceso a la tecnología y los servicios digitales.
La Carta también ha impulsado la participación ciudadana activa. La Carta ha ayudado a fortalecer la libertad digital y a crear un espacio público respetuoso e inclusivo, al promover la transparencia y la colaboración en los procesos de toma de decisiones públicas a través de los medios digitales. También ha afectado el entorno laboral y empresarial. Se ha buscado proteger la privacidad de los trabajadores, regular el teletrabajo y promover un entorno laboral digital saludable al garantizar los derechos de los trabajadores y establecer responsabilidades para las empresas en el ámbito digital..
En general, la Carta ha sido elogiada por organismos internacionales y expertos en derechos humanos como un esfuerzo innovador para proteger los derechos digitales de los ciudadanos.
Sin embargo, a pesar de estos beneficios, la Carta presenta importantes desafíos para su aplicación. La falta de un marco legal sólido y obligatorio plantea el riesgo de que los derechos establecidos no se respeten adecuadamente..